# پک فو لام
پک فو لام یا پک‌فولام (انگلیسی: Pok Fu Lam) یک منطقه مسکونی در جزیره هنگ کنگ است که در غربی‌ترین منطقه غربی هنگ کنگ واقع شده‌است.